# Энгельман, Лиор
Лиор Энгельман (ивр. ליאור חיים אנגלמן‎, род. 1972, Кфар-Сава, Центральный округ) — израильский писатель и раввин, придерживающийся религиозного сионизма. Он является главой общинной ешивы в Кфар-Саве. В период с 2015 по 2019 год он занимал должность главы ешивы семинарии Бино Раанана.

## Биография
Лиор родился в Кфар-Саве в семье Авраама и Ципоры Энгельман. Он учился в средней школе ешивы Бней Акива в Нетании, а затем перешёл в ешиву Бней Акива в Кфар-Хароэ. Учился в ешиве Шавей Хеврон и ешиве Хесдер в Кирьят-Шмоне. В ЦАХАЛе служил в бронетанковых войсках. После армии он проучился 6 лет в институте Бней Давид в Псаготе и был рукоположен в сан даяна (раввинского судьи).
Он служил раввином сердца Торы в Гиват-Зееве и главой ешивы в Атерет-Йерушалаим. Лиор преподаёт в Махон-Меире, в общинной ешиве в Кфар-Саве и в семинарии Бино-Раанана.
В 2000 году его рассказ «Ури цафон Увой тейман» стал победителем конкурса рассказов газеты Макор Ришон. Он публиковал статьи о Торе в информационном бюллетене «С любовью и верой», где объединял истории, а также в других шаббатных информационных бюллетенях и т. д.

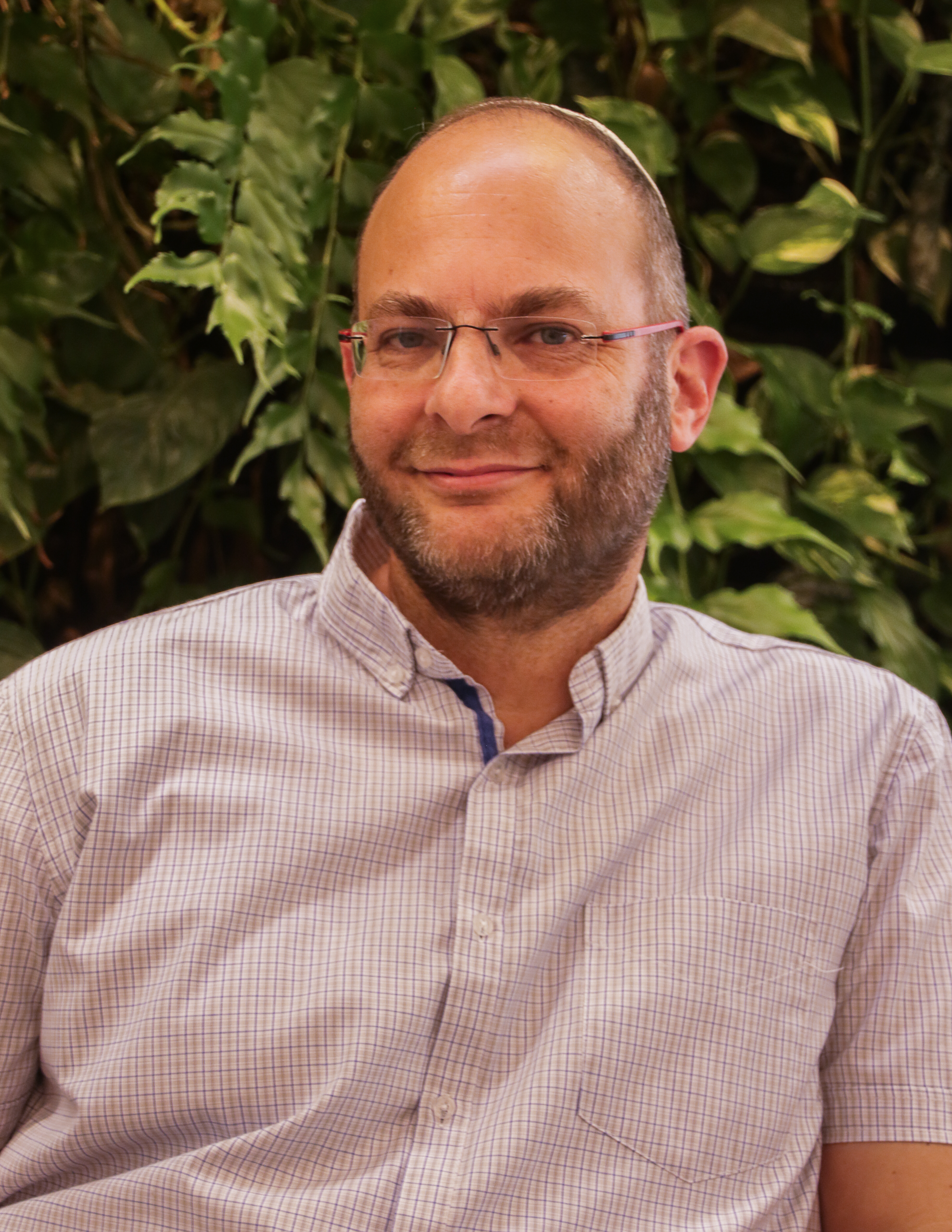
Раввин Лиор Энгельман

В 2006 году, после реализации «плана размежевания», он опубликовал книгу «Кисуфим» («Тоска»), в которую вошли главы, посвящённые религиозному преодолению последствий эвакуации поселений из Гуш-Катифа.
В 2010 году он опубликовал книгу «Шкуфим», включающую сборник рассказов, посвящённых преимущественно жизни людей, сталкивающихся с повседневными проблемами. Затем он учился в писательской школе Home Workshops (дословно — «Домашние мастерские») и в 2014 году начал проводить там мастер-классы по литературному творчеству.
В 2014 году он выпустил роман «Не останавливай любовь на середине», который получил премию «Золотая книга» и был выбран для книжного парада Министерства образования. В 2018 году он выпустил роман «Связанный душой», который также был выбран для книжного парада Министерства образования. В 2020 году после смерти матери Ципи (Ципоры) опубликовал книгу «Дополнительная душа» о сути и тайне Шаббата.
В 2020 году он написал песню «Longing for People» с Хананом Бен Ари во время пандемии коронавируса в Израиле.
С 2021 года он является постоянным обозревателем религиозно-сионистского отдела газеты «Бе-Шева».

### Личная жизнь
Энгельман женат, у него пятеро детей, он живёт в Кфар-Саве. После нескольких лет в Гиват-Зееве он вернулся в свой родной город и вместе со своим зятем, раввином Моти Дешей, основал там общинную иешиву.